# Fiona Gammond
Fiona Catherine Gammond (Londres, 19 de octubre de 1992) es una deportista británica que compite en remo.
Ganó una medalla de oro en el Campeonato Mundial de Remo de 2016 y dos medallas de plata en el Campeonato Europeo de Remo, en los años 2018 y 2019.
Participó en los Juegos Olímpicos de Tokio 2020, ocupando el séptimo lugar en la prueba de ocho con timonel.

## Palmarés internacional
| Campeonato Mundial | Campeonato Mundial      | Campeonato Mundial | Campeonato Mundial |
| Año                | Lugar                   | Medalla            | Prueba             |
| ------------------ | ----------------------- | ------------------ | ------------------ |
| 2016               | Róterdam (Países Bajos) | Medalla de oro     | Cuatro sin timonel |
| Campeonato Europeo |                         |                    |                    |
| Año                | Lugar                   | Medalla            | Prueba             |
| 2018               | Glasgow (Reino Unido)   | Medalla de plata   | Ocho con timonel   |
| 2019               | Lucerna (Suiza)         | Medalla de plata   | Ocho con timonel   |